# Paul Nunnari
Paul Nunnari (Sydney, 6 febbraio 1973) è un atleta paralimpico australiano.

## Biografia
Paul Nunnari è nato a Sydney nel 1973. All'età di 11 anni, è stato investito da un'automobile che l'ha costretto sulla sedia a rotelle. Come atleta in carrozzina, Nunnari ha partecipato a tre Giochi paralimpici. A Sydney 2000 ha vinto la sua unica medaglia paralimpica: l'argento nella staffetta 4×100 metri T54. Nel 1993-1994 è stato atleta dell'Australian Institute of Sport con una borsa di studio per disabili.
Nel 2010, ha tentato senza successo di candidarsi per il seggio Macarthur con il partito Laburista Australiano.

## Palmarès
| Anno | Manifestazione     | Sede   | Evento      | Risultato | Prestazione | Note |
| ---- | ------------------ | ------ | ----------- | --------- | ----------- | ---- |
| 2000 | Giochi paralimpici | Sydney | 4×100 m T54 | Argento   | 55"01       |      |